# Сътън Ху
Сътън Ху, близо до Уудбридж (Съфолк, Англия), е англосаксонски некропол от VI – началото на VII в.
Некрополът е разкрит сред група гробни могили през 1939 г.
Съдържа непокътнати останки от кораб, с богата колекция от златни и сребърни предмети, принадлежали на англосаксонски крал. Предполага се, че в кораба са положени останките на саксонския крал Редуалд, починал през 625 г.
Сътън Ху е от първостепенно значение за ранните средновековни историци, защото хвърля светлина върху период от английската история, която е на границата между мит, легенда и историческа документация.